# Kyleakin
Kyleakin är en by på ön Isle of Skye i Highland, Skottland. Byn är belägen 2 km 
från Kyle of Lochalsh. Orten har 368 invånare (2011).